# Гайстенбах
Гайстенбах (нім. Heistenbach) — громада в Німеччині, розташована в землі Рейнланд-Пфальц. Входить до складу району Рейн-Лан. Складова частина об'єднання громад Діц.
Площа — 5,27 км2. Населення становить 1024 ос. (станом на 31 грудня 2020).